# Wagyu
Le terme wagyu (和牛, wagyū), littéralement « bœuf japonais », fait référence à plusieurs races de bétail japonais, dont celle élevée pour être transformée en viande de bœuf de Kobe.

## Origine

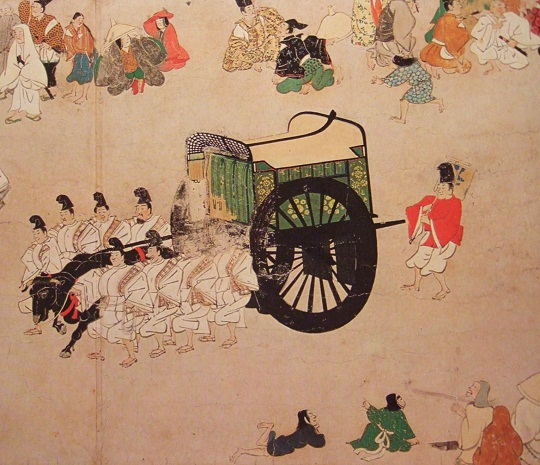
Traction bovine ancienne sur une estampe japonaise de Takashina Takakane.

Les bovins ont été introduits de Chine entre Ve siècle av. J.-C. et IIIe siècle av. J.-C. Ils étaient essentiellement utilisés pour leur force de travail. L'interdit sur la consommation de viande bovine par les moines bouddhiques est levée en 1867, avec l'instauration de l'ère Meiji. Au début seuls les Occidentaux en usent et des expéditions de bœufs de Kobé vers Yokohama sont à l'origine de la réputation du bœuf de Kobé. Aucune sélection ni sur la production laitière ni sur la production bouchère n'ayant été pratiquée, des bovins étrangers sont introduits pour augmenter leur taille : devon et shorthorn dès 1868. Deux mille six cents têtes de bétail sont débarquées en dix ans. Ce métissage a augmenté la productivité bouchère mais a nui à la force de travail, entraînant des réticences des paysans et un abandon des introductions étrangères. Les populations métissées sont regroupées sous le vocable wagyu auquel les races isolées restées à l'écart des croisements ne peuvent prétendre. En 1919, le gouvernement décide d'enregistrer et sélectionner le bétail métis. Des différences entre préfectures héritées de la période féodale créent trois groupes différenciés, reconnus en 1944 : la japanese black, la japanese brown et la japanese poll (la japanese shorthorn ne sera reconnue qu'en 1957).
Le terme wagyu résulte de la juxtaposition de deux mots : wa, « Japon » et gyū, « bœuf ». Ces races proviennent du Japon où elles se sont séparées en plusieurs lignées génétiques (rouges et noires) à cause du relief et de l'impossibilité de faire voyager du bétail dans un pays féodal souvent en guerre. Elles furent, à l'origine, élevées pour leur puissance et leur force dans les travaux agricoles. Aujourd'hui, les animaux sont engraissés de manière intensive afin de développer la masse musculaire. Plusieurs lignées sont à l'origine de l'appellation : Tajiri ou Tajima, de la préfecture de Hyōgo, Fujiyoshi ou Shimame, de la préfecture d'Okayama, et Tottori ou Kedaka, de la préfecture de Tottori.

### Risque lié à la consanguinité
Ces lignées wagyu souffrent de consanguinité excessive, encouragée par la suprématie du persillage : en 2018, 15 taureaux reproducteurs ont engendré 60 % des veaux, et le wagyu de la catégorie A5 (la densité de persillage la plus élevée) est passée de 14 % de la production totale en 1995 à 46 % en 2021. Selon la mutuelle agricole de Hyōgo, en 2017, 5,2 % des fœtus et veaux ne sont pas parvenus à se développer du fait d'accidents ou maladie dans la préfecture, un chiffre en hausse de 1,8 % en 30 ans. La préfecture de Hyōgo, qui ne croise pas ses bêtes avec celles des autres préfectures, a atteint en 2018 un taux de consanguinité de 25,4 %, 3 fois supérieur à la moyenne nationale. Pour contrer le risque d'appauvrissement génétique, les producteurs et les préfectures japonaises introduisent de nouveaux critères d'évaluation : l'association qui organise tous les 5 ans le Salon national des qualités du wagyu a introduit pour son édition d'octobre 2022 entre autres la teneur en acide oléique, qui donne son goût au wagyu, comme l'avait fait la préfecture de Hyōgo en octobre 2020, tandis que la préfecture de Tottori prend en compte la teneur en glycogène.

## Morphologie
Le cheptel est composé de quatre sortes de bovins : kuroge washu (黒毛和種, japonais à robe noire), akage washu (褐毛和種, japonais à robe rouge), nihon tankaku washu (日本短角種, japonais à petites cornes) et mukaku washu (無角和種, japonais sans cornes), issus du croisement de vaches d'origine locale avec des races introduites au cours de l'ère Meiji (1868-1912). Les kuroge washu représentent 95 % du cheptel, dont le bœuf de Kobe.
Elles présentent une taille moyenne, autour de 600 kg et une silhouette massive avec une encolure forte.

## Aptitudes

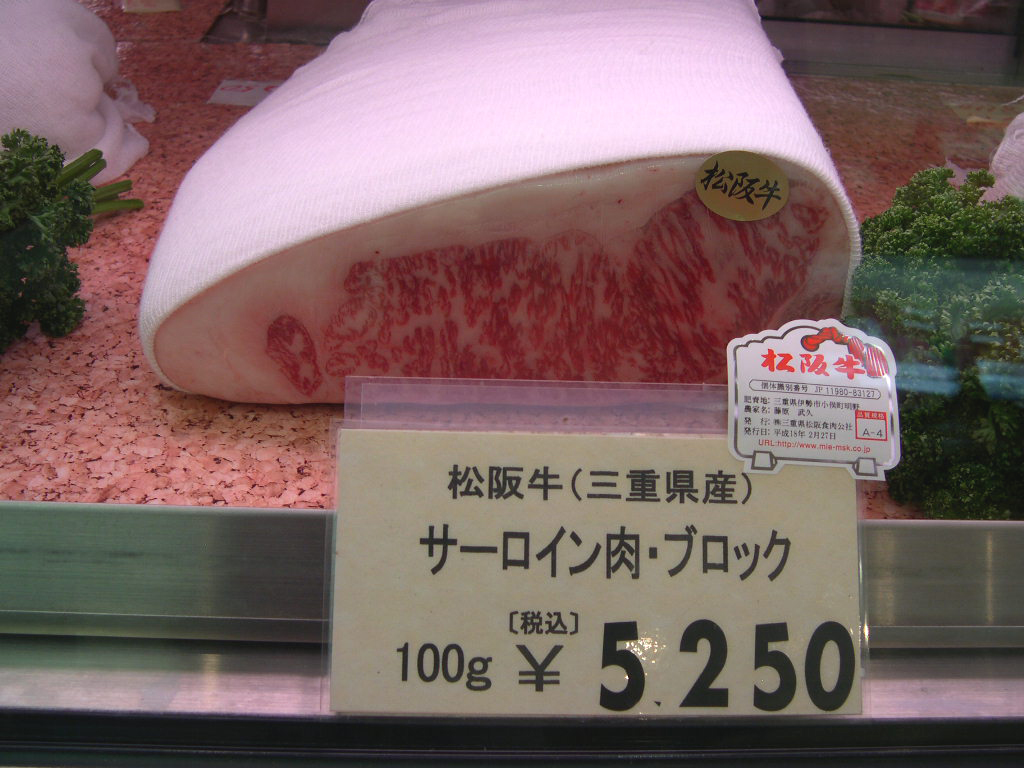
Pièce de viande de bœuf Matsusaka (wagyu) en vente au Japon.

Le persillé de la viande (graisse intramusculaire : à l'intérieur plutôt qu'autour des muscles) est une des causes principales de la saveur de beurre sans égal du wagyu, de sa tendreté et de son goût délicieux. Par ailleurs, le gras de la viande resterait plus pauvre en cholestérol que celui d'autres races.
Le bœuf de Kobe est une de ses variétés les plus raffinées et les plus prisées (avec les bœufs de Matsusaka et d'Ōmi). Pour obtenir le label de « bœuf de Kobe », les éleveurs doivent se soumettre à des conditions d'élevage très strictes. Certains leur prodiguent des soins particuliers tels que des séances régulières de massage, écoute de musique classique et ajout de bière à leur eau mais la légende selon laquelle cela donnerait un meilleur gras n'a toujours pas été vérifiée. Cette variété de wagyu est consommée dans les grands restaurants.

## Économie
En 1976, l'université du Colorado importe la première du bétail japonais pour effectuer des recherches. Du sperme et des embryons congelés sont exportés en Australie à partir de 1989. Cependant les exportations de viande débutent véritablement dans les années 1990 vers l'Asie du Sud-Est mais s’arrêtent à cause de l'épidémie de fièvre aphteuse qui touche le Japon en 2010 et de l'accident nucléaire de Fukushima de mars 2011. Des éleveurs étrangers aux États-Unis et en Australie commencent alors à produire du wagyu qui finit par accaparer la totalité du marché (principalement les grands restaurants d'Asie du Sud-Est : Singapour, Hong Kong et Thaïlande).
En 2014, le cheptel de wagyu aux États-Unis se composait de 3 000 à 5 000 têtes de « pur-sang », de 5 000 à 10 000 têtes de « pure race » et de 40 000 têtes ayant jusqu'à 93,5 % de sang wagyu, pour la plupart issues d’un métissage avec la race bovine Angus, le tout représentant moins de 0,1 % du cheptel de bœuf total des États-Unis.
Depuis juin 2014, l'exportation vers l'Europe du bœuf wagyu est autorisée. Il est importé par l'entreprise monégasque Giraudi à raison de 40 animaux par mois.
En France, un élevage de bœuf wagyu a été initié en janvier 2019 en Anjou, après que le chef cuisinier Christophe Hay a fait l’acquisition d'un cheptel de 27 bêtes. Leur viande fera l'objet d'une épreuve de la saison 11 de Top Chef.
L'appauvrissement génétique du boeuf wagyu génère toutefois des inquiétudes sur la résistance face aux aléas.

## Bœuf de Kobé

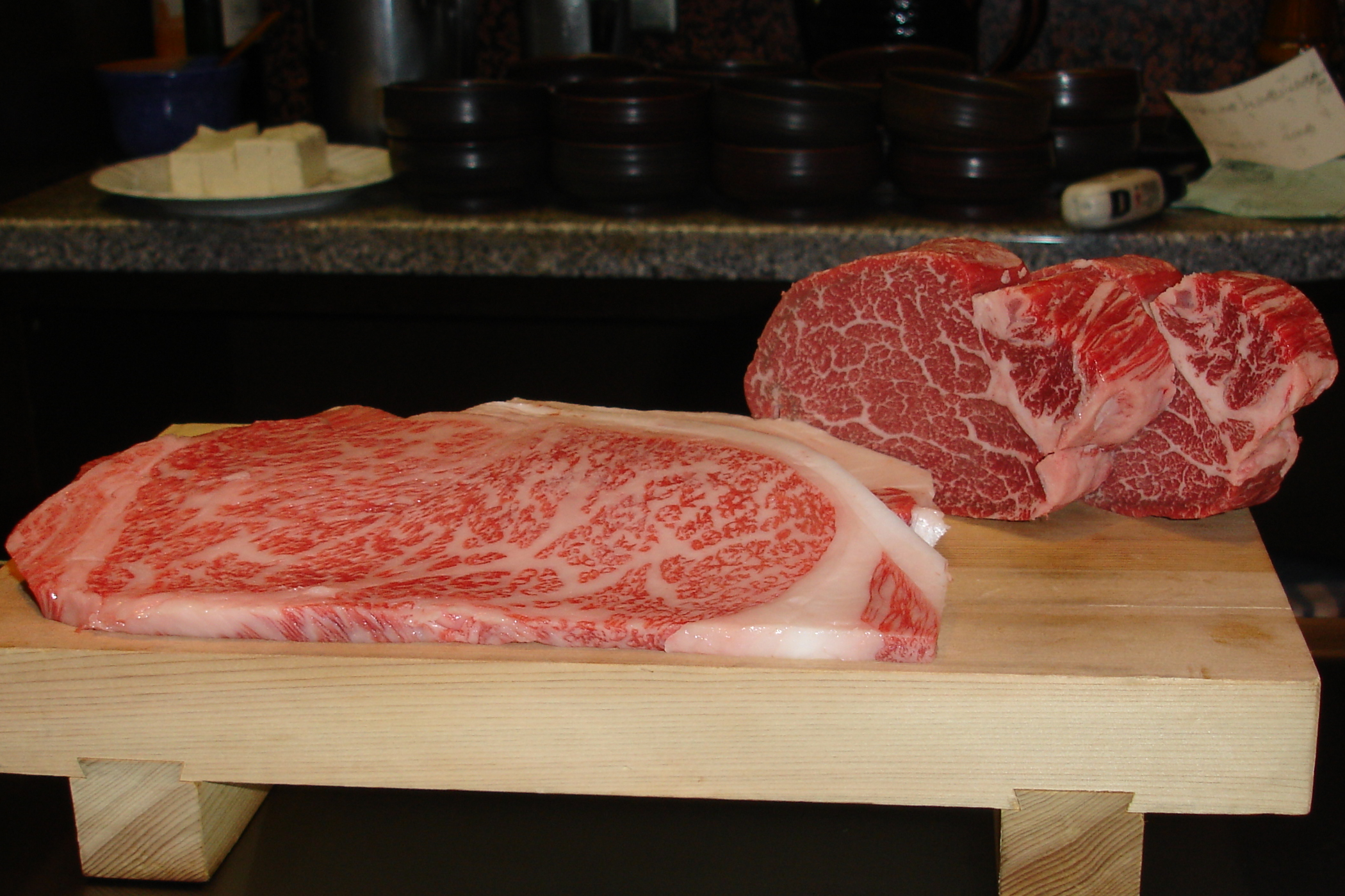
Bœuf de Kobé

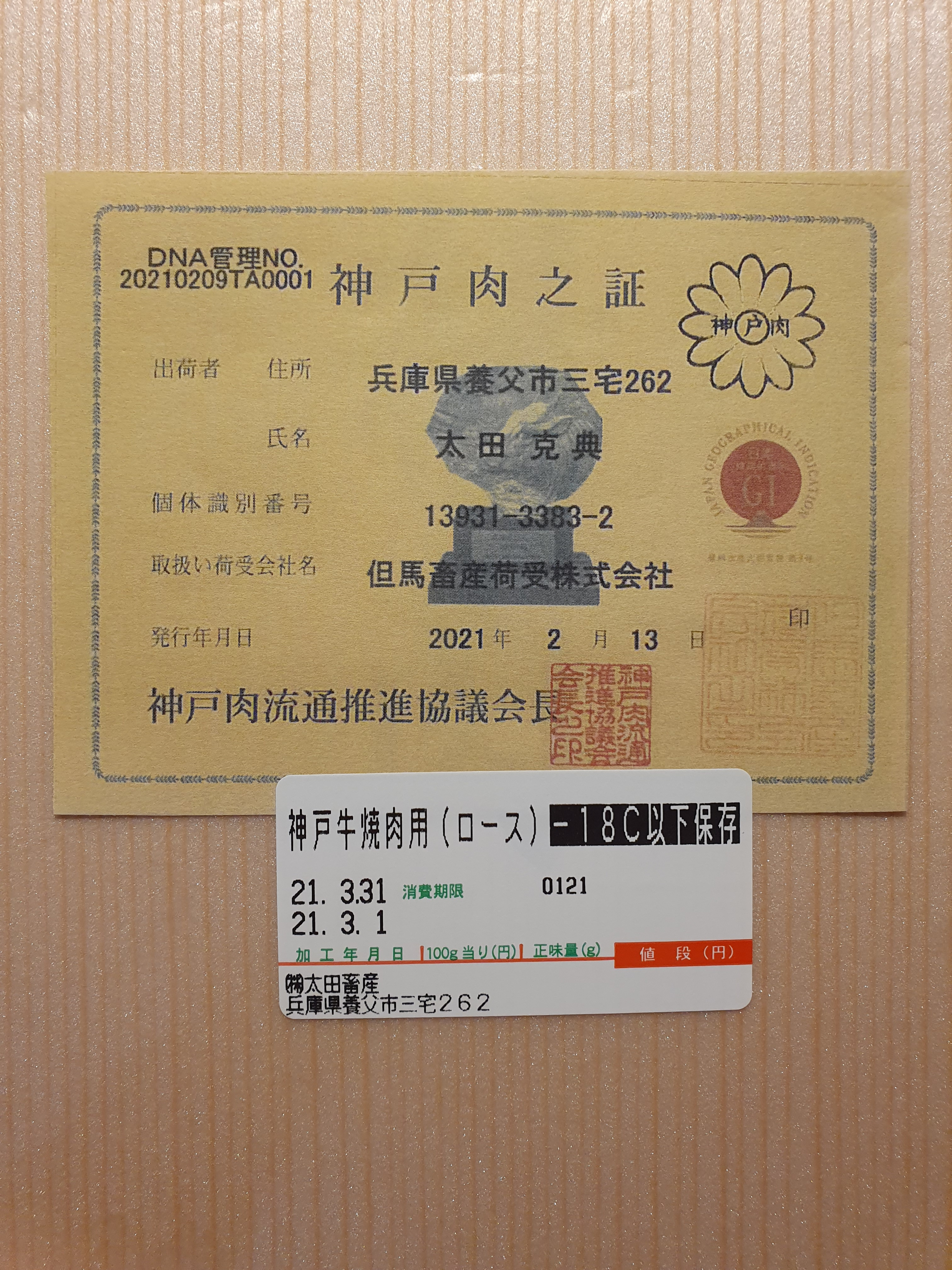
Bœuf de Kobé certificat d'authentification

Le terme « steak de Kobe » trouve son origine parmi les étrangers qui sont venus s'installer à Kobe, à partir de la période Meiji (1868-1912), après que Kobe est devenu le premier port du Japon à être ouvert au commerce extérieur à partir du 1er janvier 1869. De là, la nouvelle de la viande s’est rapidement répandue vers l’ouest[réf. à confirmer].
Le bœuf de Kobé est considéré par les experts comme le meilleur bœuf du monde et coûte très cher. C'est pourquoi le terme « bœuf de Kobé » est également beaucoup utilisé à des fins de marketing. Une grande partie de la viande proposée sous cette appellation en Occident n'est pas du vrai bœuf de Kobé, mais est toujours vendue comme si elle était réelle. Il ne suffit donc pas que l’animal soit de la race bovine Wagyū. Il doit également être issu de véritables bovins Tajima à Tajima, où tous les animaux sont testés génétiquement et la carcasse est classée selon une norme après abattage. Les animaux qui répondent à la norme sont autorisés comme bœuf de Kobe et sont estampillés à quatre endroits du logo spécial, après quoi un « certificat d'authenticité du bœuf de Kobe » est délivré pour chaque abattage. Tout le bœuf de Kobe est donc traçable depuis le site Kobe Beef, via un code unique à 10 chiffres qu'il faut retrouver sur l'emballage. Ce code unique est attribué aux animaux sélectionnés chez des éleveurs définis alors qu'ils sont encore veaux. Le logo est un chrysanthème japonais stylistique, pas le même mais similaire aux armoiries du Japon et au sceau impérial japonais (qui est le même)[réf. à confirmer].